# Polycope orbicularis
Polycope orbicularis är en kräftdjursart som beskrevs av Georg Ossian Sars 1866. Polycope orbicularis ingår i släktet Polycope och familjen Polycopidae. Arten är reproducerande i Sverige. Inga underarter finns listade i Catalogue of Life.